# Campeonato Europeu de Patinação Artística no Gelo de 1936
O Campeonato Europeu de Patinação Artística no Gelo de 1936 foi a trigésima quinta edição do Campeonato Europeu de Patinação Artística no Gelo, um evento anual de patinação artística no gelo organizado pela União Internacional de Patinação (em inglês:  International Skating Union) onde os patinadores artísticos competem pelo título de campeão europeu. A competição foi disputada na cidade de Berlim, Alemanha.

## Eventos
- Individual masculino
- Individual feminino
- Duplas

## Medalhistas
| Evento                        | Ouro                                 | Prata                                     | Bronze                                               |
| Individual masculino detalhes | Karl Schäfer · Áustria               | Graham Sharp · Áustria                    | Ernst Baier · Alemanha                               |
| Individual feminino detalhes  | Sonja Henie · Noruega                | Cecilia Colledge · Reino Unido            | Megan Taylor · Reino Unido                           |
| Duplas detalhes               | Maxi Herber · Ernst Baier · Alemanha | Violet Cliff · Leslie Cliff · Reino Unido | Piroska Szekrényessy · Attila Szekrényessy · Hungria |

## Resultados

### Individual masculino
| Pos.              | Nome                 | Nacionalidade |
| ----------------- | -------------------- | ------------- |
| Medalha de ouro   | Karl Schäfer         | Áustria       |
| Medalha de prata  | Graham Sharp         | Reino Unido   |
| Medalha de bronze | Ernst Baier          | Alemanha      |
| 4                 | Felix Kaspar         | Áustria       |
| 5                 | Elemér Terták        | Hungria       |
| 6                 | Marcus Nikkanen      | Finlândia     |
| 7                 | Toshikazu Katayama   | Japão         |
| 8                 | Freddie Tomlins      | Reino Unido   |
| 9                 | Kazuyoshi Oimatsu    | Japão         |
| 10                | Robert van Zeebroeck | Bélgica       |
| 11                | Freddy Mésot         | Bélgica       |
| 12                | Jean Henrion         | França        |
| 13                | Günther Lorenz       | Áustria       |
| 14                | Herbert Haertel      | Alemanha      |
| 15                | Walter Grobert       | Polônia       |
| WD                | Tsugio Hasegawa      | Japão         |

### Individual feminino
| Pos.              | Nome                  | Nacionalidade   |
| ----------------- | --------------------- | --------------- |
| Medalha de ouro   | Sonja Henie           | Noruega         |
| Medalha de prata  | Cecilia Colledge      | Reino Unido     |
| Medalha de bronze | Megan Taylor          | Reino Unido     |
| 4                 | Liselotte Landbeck    | Áustria         |
| 5                 | Vivi-Anne Hultén      | Suécia          |
| 6                 | Hedy Stenuf           | França          |
| 7                 | Maxi Herber           | Alemanha        |
| 8                 | Viktoria Lindpaitner  | Alemanha        |
| 9                 | Etsuko Inada          | Japão           |
| 10                | Gladys Jagger         | Reino Unido     |
| 11                | Mia Macklin           | Reino Unido     |
| 12                | Pamela Prior          | Reino Unido     |
| 13                | Györgyi von Botond    | Hungria         |
| 14                | Éva von Botond        | Hungria         |
| 15                | Věra Hrubá            | Tchecoslováquia |
| 16                | Jacqueline Vaudecrane | França          |
| 17                | Anita Wageler         | Suíça           |

### Duplas
| Pos.              | Nome                                       | Nacionalidade   |
| ----------------- | ------------------------------------------ | --------------- |
| Medalha de ouro   | Maxi Herber / Ernst Baier                  | Alemanha        |
| Medalha de prata  | Violet Cliff / Leslie Cliff                | Reino Unido     |
| Medalha de bronze | Piroska Szekrényessy / Attila Szekrényessy | Hungria         |
| 4                 | Eva Prawitz / Otto Weiß                    | Alemanha        |
| 5                 | Stephanie Kalusz / Erwin Kalusz            | Polônia         |
| 6                 | Louisa Contamine / Robert Verdun           | Bélgica         |
| 7                 | Vera Treybalova / Josef Vosolsobe          | Tchecoslováquia |

## Quadro de medalhas
| Ordem | País        | Medalha de ouro | Medalha de prata | Medalha de bronze |   | Ordem por total |
| ----- | ----------- | --------------- | ---------------- | ----------------- | - | --------------- |
| 1     | Áustria     | 1               | 1                |                   | 2 | 2               |
| 2     | Alemanha    | 1               |                  | 1                 | 1 | 3               |
| 3     | Noruega     | 1               |                  |                   | 1 | 3               |
| 4     | Reino Unido |                 | 2                | 1                 | 3 | 1               |
| 5     | Hungria     |                 |                  | 1                 | 1 | 3               |
| TOTAL | TOTAL       | 3               | 3                | 3                 | 9 | —               |